# El aguacate (canción)
El aguacate es una canción en tono de pasillo compuesta por el músico ecuatoriano César Guerrero Tamayo. La letra de la canción, escrita con rima asonante y con versos que varían de entre cinco a nueve sílabas, consiste en una declaración de amor de un hombre hacia una mujer. Es considerado uno de los pasillos más famosos y representativos de Ecuador.
Entre los artistas que han interpretado el tema se cuenta a Julio Jaramillo, los Hermanos Miño Naranjo, Juan Fernando Velasco y el Dúo Benítez-Valencia.
Dentro del Museo del Pasillo, en la ciudad de Quito, existe una sección conocida como la cantina El aguacate, donde se realizan presentaciones musicales y que fue bautizada en honor al pasillo de Guerrero Tamayo.

## Origen
Existen distintas versiones sobre el lugar en que la canción fue compuesta y el significado del título. De acuerdo al académico Edwin Guerrero Blum, la canción fue compuesta durante los años en que Guerrero Tamayo vivió en la ciudad colombiana de Pasto y el título haría referencia a la expresión colombiana "estar aguacatado", que se usa para designar a una persona enamorada. Por el contrario, Alejandro Pro Meneses asevera que el título nació durante una velada en Cumbayá en que uno de los hijos de Guerrero Tamayo lanzó una semilla de aguacate que cayó sobre el teclado desde el que el músico entonaba el pasillo.
Otras versiones indican que el nombre nació un día en que el músico se encontraba en el barrio quiteño de La Tola y un vendedor ambulante interrumpió la ejecución del pasillo con el anuncio de venta de aguacates, o que el nombre nació en un poblado cercano a la ciudad de Latacunga, al que Guerrero Tamayo habría llegado por invitación del músico César Viera, y que luego de pedir a los presentes sugerencias para bautizar el pasillo, ellos señalaron que se encontraban bajo un árbol de aguacates y que ese debería ser el título.
También hay desacuerdos respecto a la fecha de composición. Mientras una versión indica que el pasillo fue compuesto en 1930, el escritor Julio Pazos Barrera afirma que en 1918 el pasillo ya se encontraba circulando.